# 铁厂沟镇 (乌鲁木齐市)
铁厂沟镇，是中华人民共和国新疆维吾尔自治区乌鲁木齐市米东区下辖的一个乡镇级行政单位。

## 行政区划
铁厂沟镇下辖以下地区：
铁厂沟社区、天山村、八家户村、铁厂沟东村、铁厂沟西村、曙光上村、曙光下村、石化新村和大草滩村。